# Débat sur les réformes du patriarche Nikon
L'opinion domina dans les cercles académiques, jusqu'au milieu du XIXe siècle, que le rite russe ancien avait été corrompu par des erreurs des copistes incompétents et que les réformes du patriarche Nikon, pour cette raison, étaient absolument légitimes.
Plus tard divers savants – historiens ecclésiastiques, byzantinologues, liturgistes et notamment théologiens – entreprirent des recherches sur les causes du raskol.

## Études scientifiques sur les réformes nikoniennes

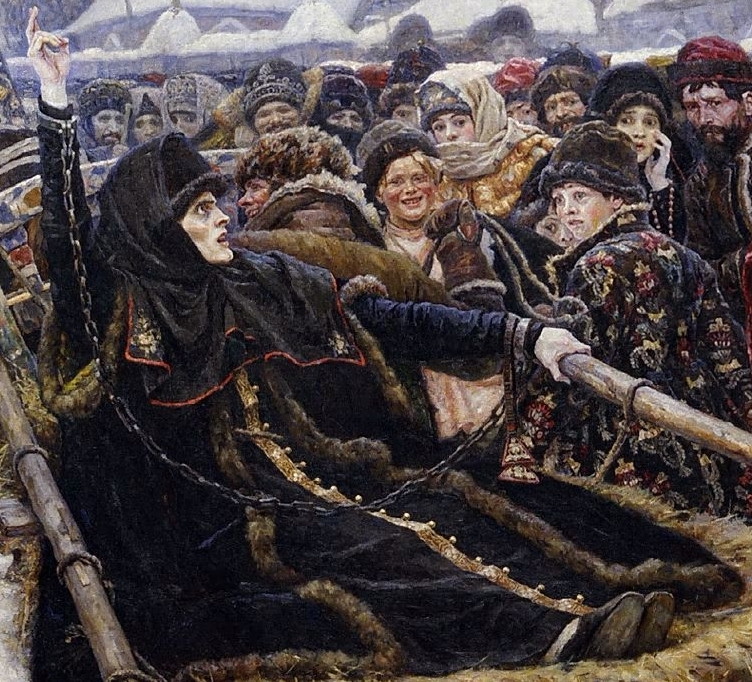
Un fragment du tableau La Boyarine Morozova de Vassili Sourikov qui représente la poursuite des vieux-croyants. Le personnage principal tient deux doigts croisés en haut pour indiquer que c'est la manière correcte de faire le signe de croix, à savoir avec deux doigts au lieu de trois.

« Toute l’histoire officielle-séminaire du raskol des vieux-croyants et des accusations à propos de ce schisme imaginaire est un mensonge total, sauf quelques exceptions minimes. La position ordinaire officielle de nos théologiens sur ce schisme fut que le Raskol est un produit de notre bêtise nationale et un manque d'instruction. (…) Au fond, la lutte par le gouvernement avec les vieux-croyants fut la lutte avec les libertés civiles ; mais les missionnaires la réduiront habilement aux discussions seulement sur l'alléluia, sur le signe de croix, sur les inclinations ; ils triomphèrent sur ses adversaires seulement par la voie de la calomnie sur eux. Des documents historiques originaux sur les vieux-croyants furent découverts par professeur N.F. Kapterev et en 1889 il commença à les publier, mais la publication fut interdite par Pobiedonostsev, et ils ne parurent qu’en 1911. (…). »

## Réformes sur la base de la règle néogrecque
Au milieu du XVIIe siècle, la Russie fut en guerre avec l'État polono-lituanien et l'Empire ottoman ; le tsar Alexis Ier (1629-1676) et le patriarche Nikon pensèrent qu'un grand empire orthodoxe avec Alexis comme nouvel empereur byzantin et Nikon comme patriarche de Constantinople aurait pu en peu de temps devenir réalité. Ils furent soutenus dans leurs ambitions par quelques patriarches du Moyen-Orient. Ceux-ci attirèrent l'attention de Nikon et du tsar sur les différences rituelles et textuelles entre l'Église russe et celle de Constantinople et insistèrent sur le fait que cette circonstance présentait un obstacle à l'uniformisation éventuelle de toutes les Églises orthodoxes. On décida de comparer les livres russes avec ceux de Grèce, et de corriger les premiers à l'aide des originaux grecs en cas de besoin. Différents historiens placent cette tendance à l'uniformisation dans le contexte des processus géopolitiques susmentionnés et indiquent le caractère politique de cette initiative (Kapterev, 1913, 1914 ; Zenkovski, 2006). 

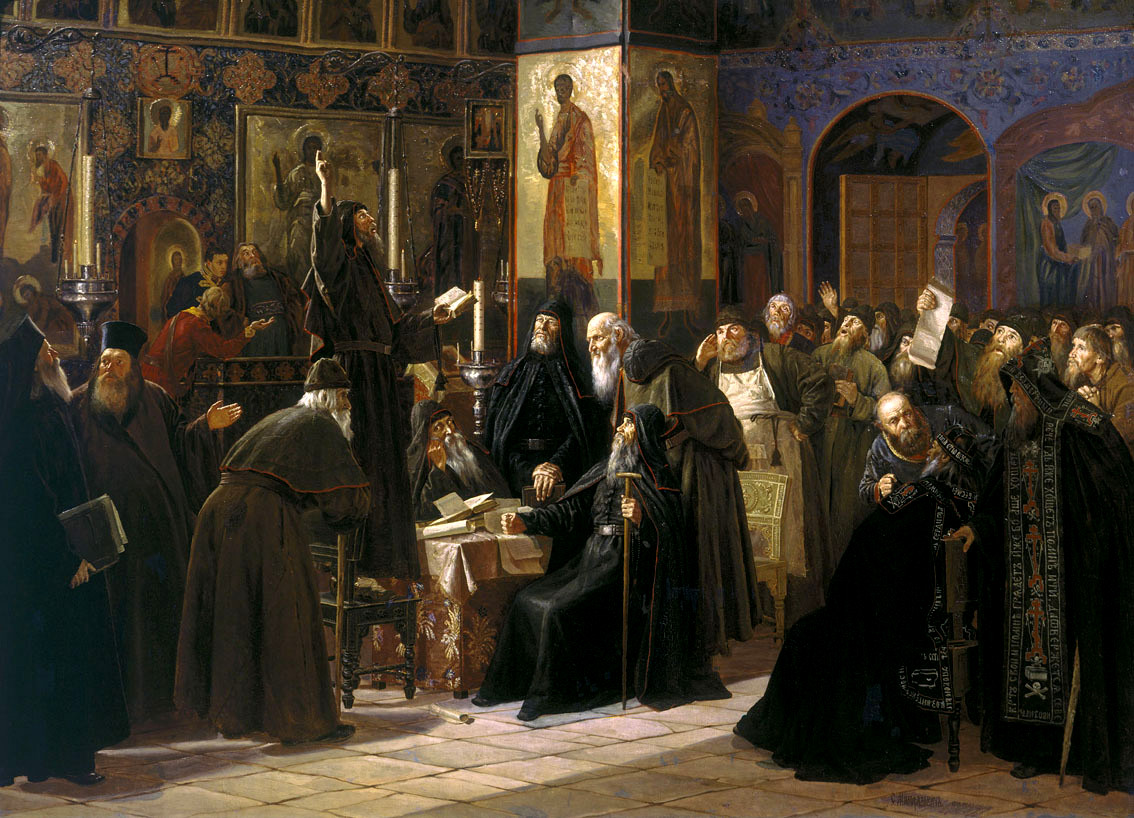
Opposition des moines du monastère Solovetski aux réformes de 1666 (tableau de Miloradovitch, 1851-1943).

La correction indélicate des livres ecclésiastiques réalisée par Nikon fut, à cause de son caractère omniprésent, un défi à tout le patrimoine religieux des Russes et le moyen le plus sûr de provoquer une protestation générale : du côté de l'épiscopat, du clergé des paroisses et des monastères et des laïques, nobles comme roturiers. L'activité de la poignée de chefs du Raskol ne fut que la manifestation extrême du mécontentement général.

## Nouveaux textes et rites
« De quelle foi aux rituels peut-on parler ici ? Pour nos ancêtres les rites sont - selon Klioutchevski - la manifestation évidente de la vérité dogmatique… Les doigts sont pliés pour faire le signe de croix et voici le credo entier, ces doigts pliés exposent en réduction une confession de foi entière.
Et est-ce que l'aspiration à conserver un tel rite-symbole n’est pas naturelle ? On peut craindre que l'altération du rite n'en vienne à ébranler, perdre la vérité de la foi, habillée en cette enveloppe sacrée. »

« Aucun peuple chrétien de l'Europe ne possède un sentiment aussi aigu et brûlant de Dieu dans la matière, dans les objets sacrés que les Russes. La séparation nette du pur et de l'ignoble, du sacré et du profane dans la piété russe n'a comme précédent que, dans l'Israël ancien, le rapport à l'Arche d'Alliance (…). Comme prototype et anticipation de la vie juste, le peuple russe aime appréhender la vie quotidienne dans un contexte rituel et spirituel ; il aime que la vie quotidienne domestique autant que la vie publique soient comprises dans leur aspect ecclésial. Il aime considérer que, dans le creuset du culte ecclésial, tout ce qui est plein de grâce soit transformé de terrestre et périssable en quelque chose de pur et sacré. »